# Warlincourt-lès-Pas
Warlincourt-lès-Pas település Franciaországban, Pas-de-Calais megyében. Lakosainak száma 165 fő (2022. január 1.). Warlincourt-lès-Pas Saulty, Gaudiempré, Grincourt-lès-Pas, Pas-en-Artois és Lucheux községekkel határos.

## Népesség
A település népessége az elmúlt években az alábbi módon változott:
| Lakosok száma | 195  | 199  | 192  | 174  | 161  | 159  | 156  | 154  | 165  |
|               | 2013 | 2015 | 2016 | 2017 | 2018 | 2019 | 2020 | 2021 | 2022 |